# Gunnel Adlercreutz
Gunnel Elisabeth Adlercreutz, född af Björkesten 27 juli 1941 i Helsingfors, är en finländsk arkitekt. Hon är dotter till läkaren Gunnar af Björkesten och gift med arkitekten Eric Adlercreutz.
Gunnel Adlercreutz och hennes make driver sedan 1969 egen byrå. Mellan 1995 och 2006 verkade hon som överombudsman för Bygginformationsstiftelsen och mellan 1992 och 1993 som ordförande för Finlands arkitektförbund.
Makarna Adlercreutz är bosatta i ett egenritat hus i Kyrkslätt.

## Priser och utmärkelser
- Svenska kulturfondens specialpris i arkitektur (tillsammans med Eric Adlercreutz), 2001
- professors namn
- hedersdoktor vid Chalmers tekniska högskola, 2001[4]